# Tajne nauczanie

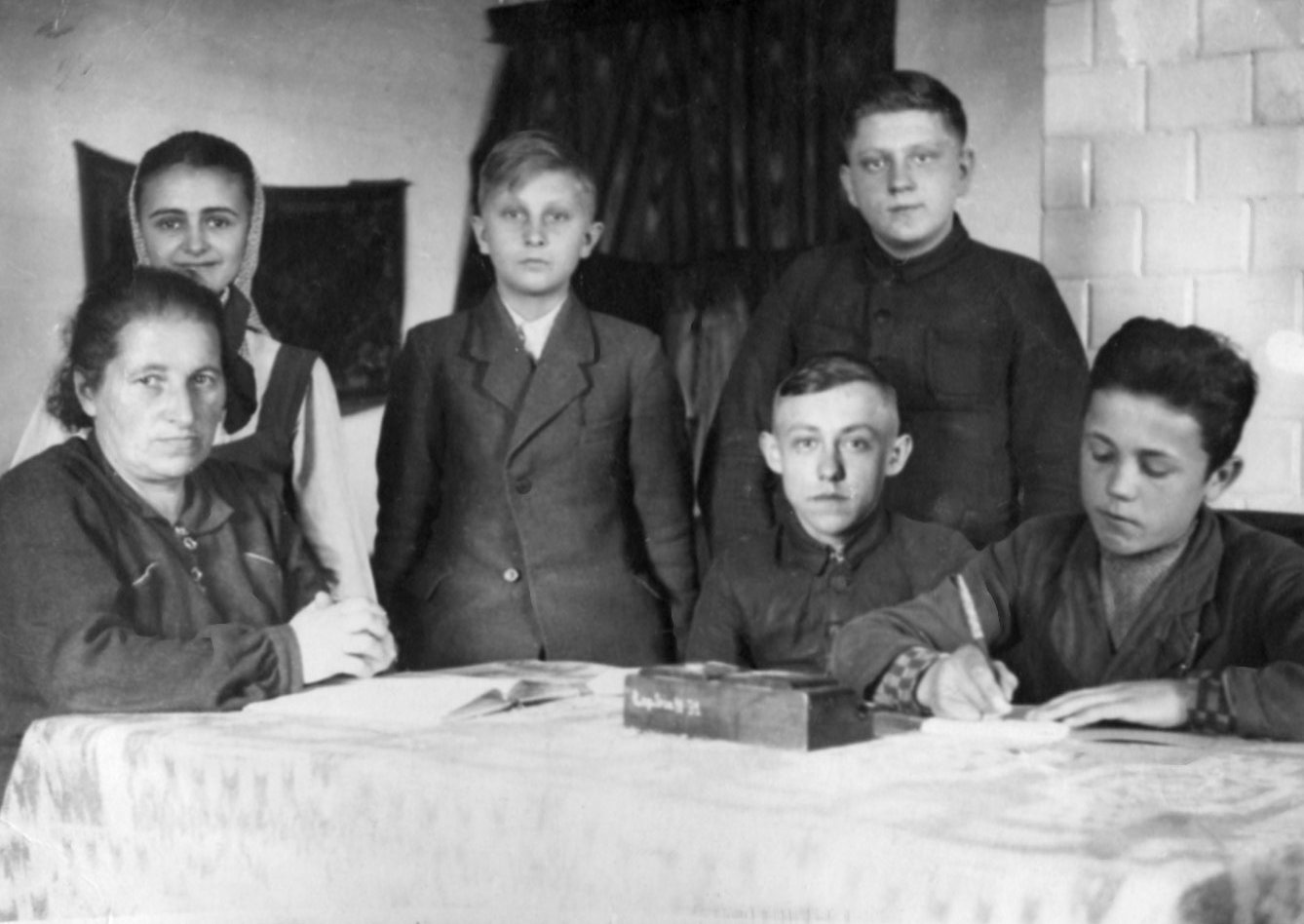
Łopiennik Górny 1941 – lekcja języka polskiego podczas tajnych kompletów. Lekcje prowadzi Jadwiga Sokirkówna

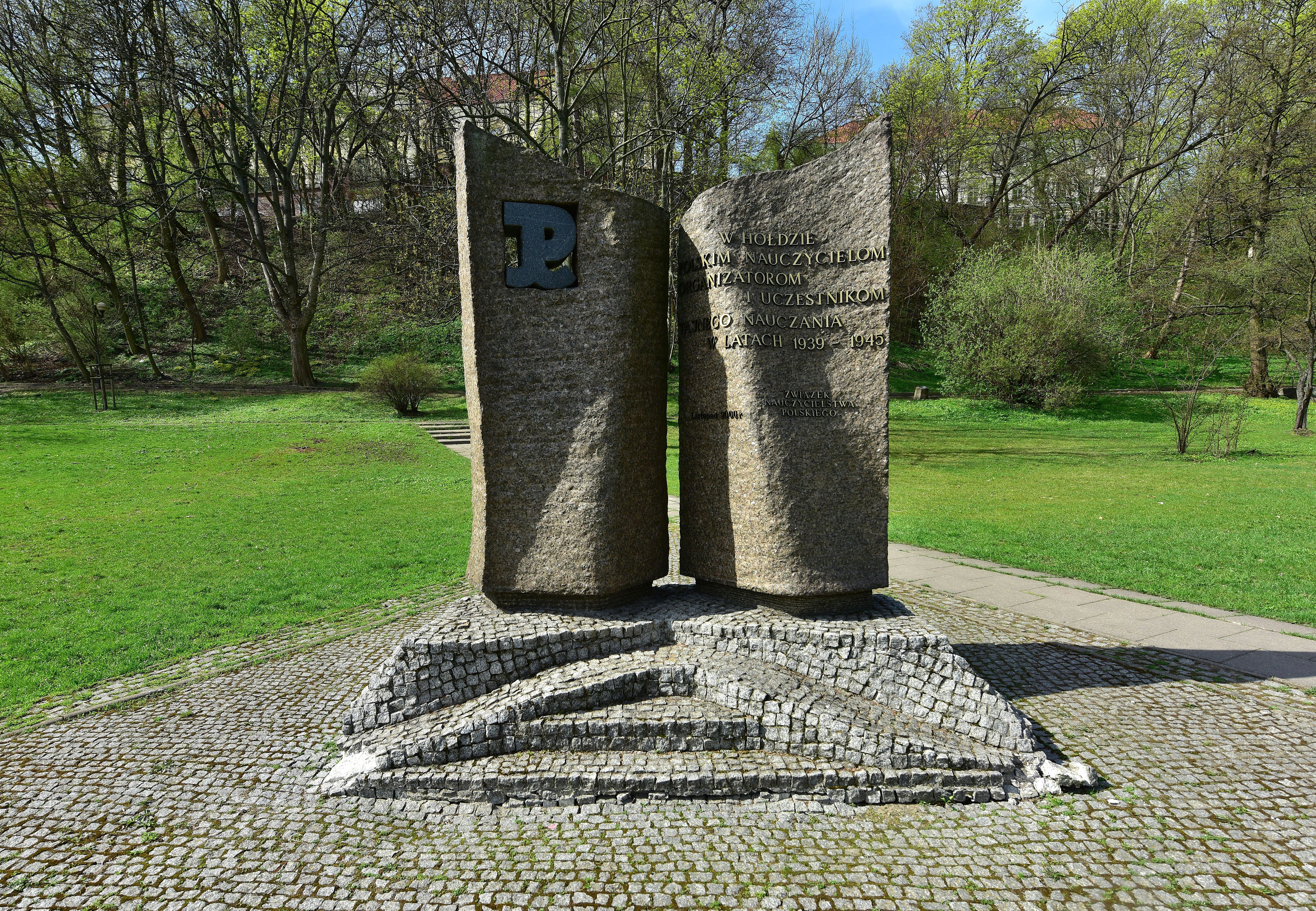
Pomnik Nauczycieli Tajnego Nauczania w latach 1939–1945 w Warszawie

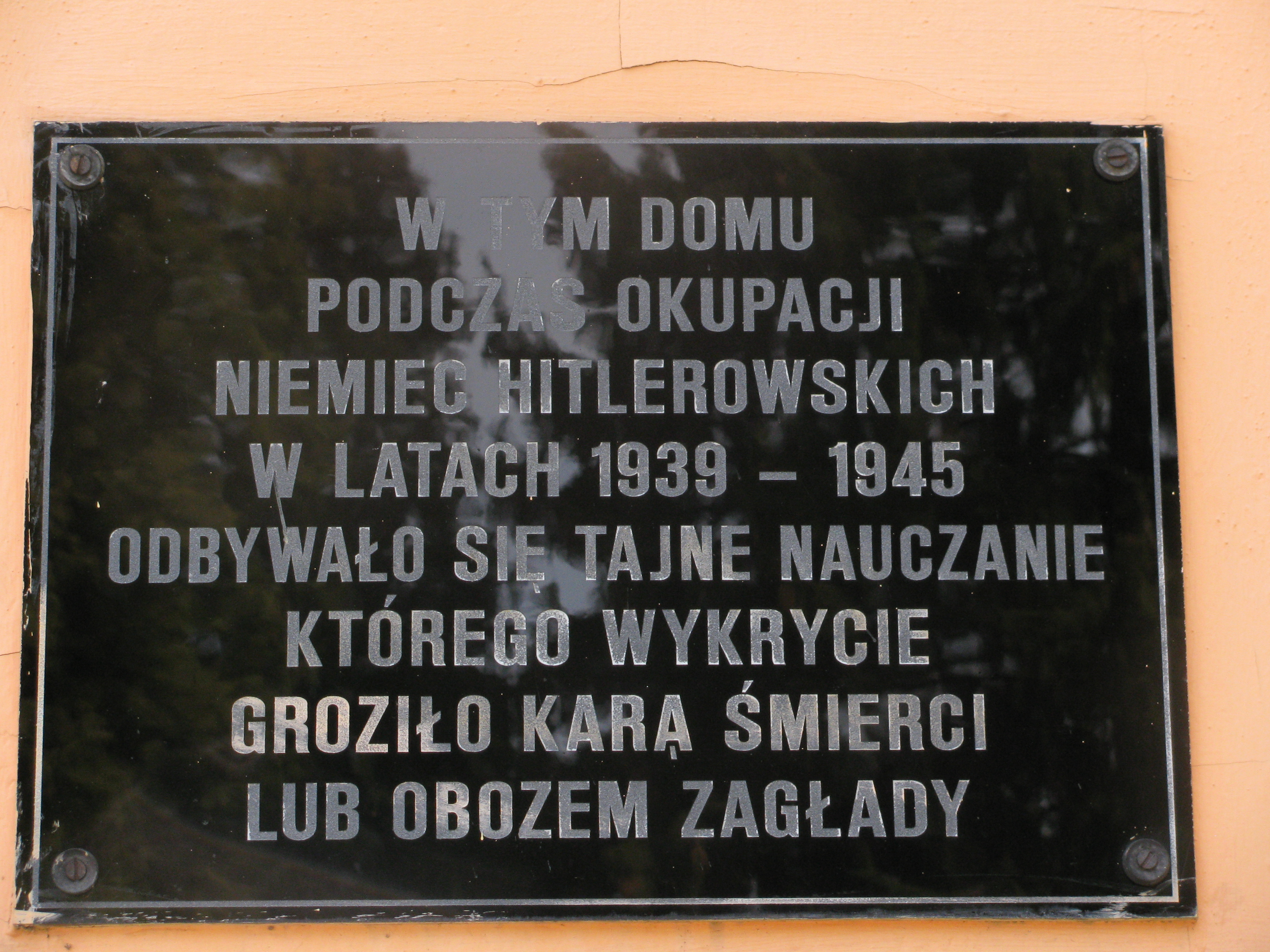
Tablica upamiętniająca tajne nauczanie odbywające się w jednym z domów w Gorlicach

Tajne nauczanie, także tajne komplety – używane w Polsce określenie nauczania prowadzonego w formie nielegalnych zajęć i wykładów organizowanych poza szkołą lub uczelnią w okresie zaborów oraz okupacji w czasie II wojny światowej.

## Zabory
Zobacz: Uniwersytet Latający
Władze zaborcze zlikwidowały wiele szkół, a w pozostawionych usunięto całkowicie język polski. Patriotyczne kręgi inteligencji przeciwstawiały się temu, organizując tajne nauczanie, prowadzone na wszystkich poziomach.
Sytuacja w trzech zaborach nie była jednakowa. Najgorsze warunki były w zaborach rosyjskim i pruskim, lepsze, szczególnie po uzyskaniu w 1867 przez Galicję autonomii, w zaborze austriackim, gdzie stopniowo przywracano szkolnictwo polskie na wszystkich poziomach nauczania. Stojące na wysokim poziomie polskie szkolnictwo średnie, wyższe i różne instytucje naukowe we Lwowie i Krakowie dały odrodzonej po zaborach niepodległej Polsce liczne kadry naukowe, urzędników i polityków. Dzięki tajnym kompletom – mimo że zaborcy niszczyli polską kulturę, zakazali nauczania języka polskiego – toczyło się nielegalnie życie kulturalne i naukowe.

## Okupacja (1939-1945)
W czasie okupacji niemieckiej, Niemcy nie kryli swoich planów w stosunku do ludności polskiej. Nie tylko chodziło im o zdobycie terytorium, ale i o likwidację świadomości narodowej i zdławienie oporu. Częścią składową planu było maksymalne ograniczenie możliwości rozwoju umysłowego polskiej młodzieży, który mógł doprowadzić do wzrostu tendencji niepodległościowych. Heinrich Himmler powiedział – (...) dla polskiej ludności Wschodu nie mogą istnieć szkoły wyższe niż 4-klasowa szkoła ludowa. Celem takiej szkoły ma być wyłącznie proste liczenie, najwyżej do pięciuset, napisanie własnego nazwiska, wiedza, iż boskim przykazaniem jest być posłusznym Niemcom, uczciwym, pracowitym i rzetelnym. Czytania nie uważam za konieczne.
Po zakończeniu działań wojennych kampanii wrześniowej, społeczeństwo polskie zaczęło szybko usuwać zniszczenia i organizować szkolnictwo. Niemcy również szybko zaczęli wprowadzać swoją administrację cywilną.
- Terytoria II Rzeczypospolitej okupowane przez Wehrmacht podzielono jednostronnie na:
  - tereny włączone do Rzeszy (wschodnie tereny Górnego Śląska, część Małopolski, województwo poznańskie i Pomorze Gdańskie),
  - Generalne Gubernatorstwo (do linii Bugu – ze stolicą w Krakowie).

- Terytorium II Rzeczypospolitej okupowane po agresji ZSRR na Polskę przez Armię Czerwoną włączono do Ukraińskiej SRR i Białoruskiej SRR. Po zajęciu tych terenów przez Niemców utworzono z nich inne jednostki organizacyjne (np. z terenów Małopolski Wschodniej – Dystrykt Galicja)

- Terytorium Polski zajęte przez Litwę włączono początkowo do państwa litewskiego, zaś po aneksji Litwy przez ZSRR stało się częścią Litewskiej SRR.

Tajne komplety były nie tylko kształceniem młodzieży, ale również wysiłkiem wychowawczym. Nauczyciele uważali prowadzenie tajnych kompletów za swój obywatelski obowiązek, a młodzież garnęła się do nauki i osiągała dobre wyniki. Lekcje odbywały się zazwyczaj w mieszkaniach prywatnych uczniów lub nauczycieli. W ostatnich latach okupacji w szkołach średnich uczyło się ponad 100 tysięcy młodzieży, a wiedzę na poziomie wyższym zdobywało kilka tysięcy studentów.
- W Warszawie działały: Uniwersytet Warszawski i Uniwersytet Ziem Zachodnich, Politechnika Warszawska, Wolna Wszechnica Polska, Akademia Medyczna, SGH, SGGW, Konserwatorium Muzyczne oraz Państwowy Instytut Sztuki Teatralnej.
- W Krakowie działały: Uniwersytet Jagielloński, Akademia Górniczo-Hutnicza i Instytut Pedagogiczny ZNP.
- We Lwowie działały: Uniwersytet Jana Kazimierza oraz Politechnika Lwowska.

Prowadzący tajne nauczanie otrzymywali dotacje podziemia, niewielkie opłaty wnosili także uczniowie.
Tajne nauczanie było bezwzględnie zwalczane przez niemieckie władze okupacyjne – w latach 1939–1945 życie straciło 8,5 tys. polskich nauczycieli. Nauczyciele i uczniowie wiedzieli, że w razie wykrycia groziło im, a nawet właścicielom mieszkań, w których odbywały się komplety, więzienie i obóz koncentracyjny. Brutalne represje stosowane przez okupanta nie powstrzymywały jednak tajnego nauczania. Mimo grożących kar za nielegalne nauczanie większość nauczycieli nie przerwała swej misji i przez cały okres okupacji służyła młodzieży. Tajne komplety, prowadzone na tak wielką skalę na ziemiach polskich, były jedyną tego rodzaju formą oporu w okupowanej Europie.

### Tereny włączone do Rzeszy
Na terytorium Polski anektowanym przez III Rzeszę nie było polskich szkół, w celach germanizacyjnych polskie dzieci chodziły do szkół niemieckich. A jednak mimo terroru, powstało tam samorzutnie podziemne tajne nauczanie, które znajdowało się pod nadzorem tajnych organizacji wojskowych. Nauczyciele zbierali po kilkoro dzieci i w największej konspiracji uczyli je. Jeden nauczyciel uczył swoją grupę w zakresie szkoły powszechnej według programu przedwojennego dwa lub trzy razy w tygodniu. Liczba kompletów wzrastała i nauczyciel musiał ułożyć plan zajęć, żeby objąć nauczaniem kilka grup w różnych lokalach. Było to możliwe przy ścisłej współpracy z rodzicami.

### Generalne Gubernatorstwo
W Generalnym Gubernatorstwie zlikwidowano szkoły wyższe i średnie. Pozostawiono natomiast szkoły podstawowe i zawodowe z okrojonym programem nauczania i zakazem uczenia historii, geografii i literatury. Polskie dzieci miały wiedzieć tylko tyle ile to niezbędne by zostać tanią siłą roboczą i nie przejmować się swoim dziedzictwem. Niemiecka organizacja szkolnictwa opierała się na polskich urzędach oświaty, wprowadzając do nich Niemców jako zwierzchników, stopniowo zmniejszając liczbę zatrudnionych Polaków i zakres ich kompetencji.
W końcu października 1939 r. w Warszawie zostaje powołana Tajna Organizacja Nauczycielska (TON) – jednocząca największy Związek Nauczycielstwa Polskiego oraz pięć innych organizacji nauczycielskich. Należało stworzyć konspiracyjny system nauczania oparty na całym społeczeństwie. Była to jedna z form walki z okupantem. TON początkowo objęła szkolnictwo powszechne, wkrótce powstały jednak komplety o programie szkoły średniej. Szybko ustalono zasady organizacyjne kompletu (liczbę uczniów i godzin nauki, stworzono tajne programy nauczania oraz zasady korzystania z lokali). Na podstawie tajnych programów uczono przede wszystkim zakazanych przedmiotów: języka polskiego, geografii i historii. Tajnym nauczaniem w zakresie szkoły podstawowej objęto w całej Polsce 1,5 miliona dzieci. Tajne komplety prowadzili profesorowie wyższych uczelni w Warszawie i Krakowie. Otwieranie nowych szkół zawodowych (za zgodą władz niemieckich), pomagało w zorganizowaniu tajnego nauczania na poziomie uniwersyteckim. Mogło się ono odbywać w lokalach tych szkół i korzystać z pomocy naukowych. Nauczanie w tajnych kompletach przynosiło wymierne efekty. Tysiące licealistów i studentów kontynuowało naukę i studia, zdawało maturę oraz uczyło się mowy ojczystej i historii.

### Tereny pod okupacją sowiecką
Na terytorium II Rzeczypospolitej okupowanym po agresji ZSRR na Polskę przez Armię Czerwoną i anektowanym jednostronnie przez ZSRR, w latach 1939–1941 utrzymywały się w różnym stopniu i formach państwowe szkoły podstawowe i średnie z językiem polskim. Były one jednak przez władze sowieckie zasadniczo zreorganizowane, zarówno jeżeli chodzi o skład grona pedagogicznego (wykluczenie duchownych, a także nauczycieli zaangażowanych patriotycznie), jak też programu nauczania (wprowadzenie dodatkowych przedmiotów, najczęściej związanych z ideologią komunistyczną, usunięcie religii, zmiany w programach nauczania historii, geografii itd.) czy organizację szkół (likwidacja szkół prywatnych i prowadzonych przez zgromadzenia zakonne, wprowadzenie koedukacji w szkolnictwie średnim). Szkoły wyższe zostały poddane dość gruntownej ukrainizacji lub rusyfikacji, usunięto część kadry profesorskiej, wprowadzając na jej miejsce wykładowców sprowadzonych z całego terenu ZSRR, zlikwidowano wydziały teologiczne, wprowadzono nauczanie ideologii komunistycznej, dzielono (np. z Wydziału Lekarskiego Uniwersytetu Jana Kazimierza utworzono Instytut Medyczny) lub łączono wydziały czy uczelnie (połączono Wydziały Prawa Uniwersytetu w Czerniowcach i Uniwersytetu Lwowskiego).
Gdy terytoria te po ataku III Rzeszy na ZSRR w czerwcu 1941 znalazły się pod okupacją niemiecką – okupant zlikwidował również i te szkoły średnie. Po roku 1941 tajne nauczanie podjęły uniwersytety we Lwowie (Uniwersytet Lwowski) i w Wilnie (Uniwersytet Wileński). We Lwowie niemieccy okupanci pozwolili z czasem na częściowe reaktywowanie szkolnictwa wyższego, jednak na zasadzie wyższych szkół zawodowych (Fachkurse). Dzięki temu prowadzono wyższe kursy medyczne na dawnym Wydziale Lekarskim UJK  i kursy zawodowe na niektórych wydziałach Politechniki Lwowskiej. Zajęcia prowadzone w większości przez przedwojenną polską kadrę naukową stały na wysokim poziomie i z reguły absolwenci tych kursów uzyskiwali po wojnie nostryfikację swych dyplomów na polskich uczelniach.